# Жіноча збірна Уельсу з хокею із шайбою
Жіноча збірна Уельсу з хокею із шайбою (англ. Wales women's national ice hockey team) — хокейна збірна яка представляла Уельс в міжнародних хокейних змаганнях. Останній раз брали участь у міжнародному матчі у 2004 році.

## Статистика зустрічей
| Команда   | І | В | Н | П | Ш     |
| --------- | - | - | - | - | ----- |
| Шотландія | 1 | 1 | 0 | 0 | 7 : 0 |
| Англія    | 1 | 1 | 0 | 0 | 4 : 1 |